# 11th Screen Actors Guild Awards
11th SAG Awards

5. februar 2005
Best Cast - Motion Picture:

Sideways
Best Cast - Drama Series:

CSI: Crime Scene Investigation
Best Cast - Comedy Series:

Desperate Housewives
11th Screen Actors Guild Awards blev afholdt i Los Angeles Shrine Exposition Center den 5. februar 2005.
Filmene Million Dollar Baby, Finding Neverland, Hotel Rwanda og The Aviator opnåede alle tre nomineringer hver, men det var kun Million Dollar Baby og The Aviator, der vandt, henholdsvis to priser og en pris.
Jamie Foxx var dette år den skuespiller, der opnåede flest nomineringer; 2 for filmen Ray, 1 for filmen Collateral og 1 for miniserien Redemption: The Stan Tookie Williams Story.
Life Achievment Award gik til James Garner, der dette år også opnåede en filmnominering, for sin rolle i The Notebook.

## Vindere og nominerede

### Film

#### Outstanding Leading Actor
Jamie Foxx – Ray
- Don Cheadle – Hotel Rwanda
- Johnny Depp – Finding Neverland
- Leonardo DiCaprio – The Aviator
- Paul Giamatti – Sideways

#### Outstanding Leading Actress
Hilary Swank – Million Dollar Baby
- Annette Bening – Being Julia
- Catalina Sandino Moreno – Maria Full of Grace
- Imelda Staunton – Vera Drake
- Kate Winslet – Eternal Sunshine of the Spotless Mind

#### Outstanding Supporting Actor
Morgan Freeman – Million Dollar Baby
- Thomas Haden Church – Sideways
- Jamie Foxx – Collateral
- James Garner – The Notebook
- Freddie Highmore – Finding Neverland

#### Outstanding Supporting Actress
Cate Blanchett – The Aviator 
- Cloris Leachman – Spanglish
- Laura Linney – KinKinsey
- Virginia Madsen – Sideways
- Sophie Okonedo – Hotel Rwanda

#### Outstanding Cast
Sideways
Thomas Haden Church
Paul Giamatti
Virginia Madsen
Sandra Oh
- The Aviator
- Finding Neverland
- Hotel Rwanda
- Million Dollar Baby
- Ray

### Fjernsyn

#### Outstanding Actor – Drama Series
Jerry Orbach – Law & Order 
- Hank Azaria – Huff
- James Gandolfini – The Sopranos
- Anthony LaPaglia – Without a Trace
- Kiefer Sutherland – 24 timer

#### Outstanding Actor – Comedy Series
Tony Shalhoub – Monk
- Jason Bateman – Arrested Development
- Sean Hayes – Will & Grace
- Ray Romano – Everybody Loves Raymond
- Charlie Sheen – Two and a Half Men

#### Outstanding Actor – Miniseries or TV Film
Geoffrey Rush – The Life and Death of Peter Sellers
- Jamie Foxx – Redemption: The Stan Tookie Williams Story
- William H. Macy – The Wool Cap
- Barry Pepper – 3: The Dale Earnhardt Story
- Jon Voight – The Five People You Meet in Heaven

#### Outstanding Actress – Drama Series
Jennifer Garner – Alias 
- Edie Falco – The Sopranos
- Allison Janney – The West Wing
- Christine Lahti – Jack & Bobby
- Drea de Matteo – The Sopranos

#### Outstanding Actress – Comedy Series
Teri Hatcher – Desperate Housewives 
- Patricia Heaton – Everybody Loves Raymond
- Megan Mullally – Will & Grace
- Sarah Jessica Parker – Sex and the City
- Doris Roberts – Everybody Loves Raymond

#### Outstanding Actress – Miniseries or TV Film
Glenn Close – The Lion in Winter
- Patricia Heaton – The Goodbye Girl
- Keke Palmer – The Wool Cap
- Hilary Swank – Iron Jawed Angels
- Charlize Theron – The Life and Death of Peter Sellers

#### Outstanding Cast – Drama Series
CSI: Crime Scene Investigation
Gary Dourdan
George Eads
Jorja Fox
Paul Guilfoyle
Robert David Hall
Marg Helgenberger
William Petersen
Eric Szmanda
- 24 timer
- Six Feet Under
- The Sopranos
- West Wing

#### Outstanding Cast – Comedy Series
Desperate Housewives 
Andrea Bowen
Ricardo Antonio Chavira
Marcia Cross
Steven Culp
James Denton
Teri Hatcher
Felicity Huffman
Cody Kasch
Eva Longoria
Jesse Metcalfe
Mark Moses
Nicollette Sheridan
Brenda Strong
- Everybody Loves Raymond
- Sex and the City
- Will & Grace
- Arrested Development

### Life Achievement Award
Screen Actors Guild Awards 41st Annual Life Achievement Award:
James Garner